# Balatonalmádi (distrikt)
Balatonalmádi är ett distrikt i Ungern. Det ligger i provinsen Veszprém, i den västra delen av landet, 90 km sydväst om huvudstaden Budapest.